# Vjazemszkiji járás
A Vjazemszkiji járás (oroszul Вяземский район) Oroszország egyik járása a Habarovszki határterületen. Székhelye Vjazemszkij.

## Népesség
1989-ben 30 505, 2002-ben 25 879, 2010-ben pedig 22 974 lakosa volt.